# Coppa del Territorio di Krasnodar 2016
La Coppa del Territorio di Krasnodar 2016 è la 1ª edizione della coppa locale di football americano, organizzata dalla KKFAF.

## Squadre partecipanti
| Club                  | Città        | Stadio | Sponsor ufficiale |
| --------------------- | ------------ | ------ | ----------------- |
| Armavir Arkhangels    | Armavir      |        |                   |
| Krasnodar Bisons      | Krasnodar    |        |                   |
| Novorossiysk Admirals | Novorossijsk |        |                   |
| Sochi Dockers         | Soči         |        |                   |

## Calendario

### 1ª giornata
| Soči 15 ottobre 2016 | Sochi Dockers | 30 – 6 (22-0 8-0 0-0 0-6) referto | Armavir Arkhangels |  |

| Novorossijsk 16 ottobre 2016 | Novorossiysk Admirals | 0 – 26 (0-12 0-6 0-2 0-6) referto | Krasnodar Bisons |  |

### 2ª giornata
| Krasnodar 29 ottobre 2016 | Krasnodar Bisons | 22 – 0 (6-0 6-0 10-0 0-0) referto | Sochi Dockers |  |

| Armavir 30 ottobre 2016 | Armavir Arkhangels | 6 – 22 (0-8 0-0 6-6 0-8) referto | Novorossiysk Admirals |  |

## Classifica
La classifica della regular season è la seguente:
- PCT = percentuale di vittorie, G = partite giocate, V = partite vinte, P = partite perse, PF = punti fatti, PS = punti subiti

| Pos. | Squadra               | PCT   | G | V | P | PF | PS |
| ---- | --------------------- | ----- | - | - | - | -- | -- |
| 1    | Krasnodar Bisons      | 1.000 | 2 | 2 | 0 | 48 | 0  |
| 2    | Sochi Dockers         | .500  | 2 | 1 | 1 | 30 | 28 |
| 3    | Novorossiysk Admirals | .500  | 2 | 1 | 1 | 22 | 32 |
| 4    | Armavir Arkhangels    | .000  | 2 | 0 | 2 | 12 | 52 |

## Playoff

### Tabellone
|  | Semifinali | Semifinali            | Semifinali |                       |    | Finale           | Finale             | Finale          |  |
|  |            |                       |            |                       |    |                  |                    |                 |  |
|  | 1          | Krasnodar Bisons      | 47         |                       |    |                  |                    |                 |  |
|  | 1          | Krasnodar Bisons      | 47         |                       |    |                  |                    |                 |  |
|  | 4          | Armavir Arkhangels    | 0          |                       |    |                  |                    |                 |  |
|  | 4          | Armavir Arkhangels    | 0          |                       | 1  | Krasnodar Bisons | 21                 |                 |  |
|  |            |                       |            |                       | 1  | Krasnodar Bisons | 21                 |                 |  |
|  |            |                       | 3          | Novorossiysk Admirals | 14 |                  |                    |                 |  |
|  | 2          | Sochi Dockers         | 3          | Novorossiysk Admirals | 14 | 6                |                    |                 |  |
|  | 2          | Sochi Dockers         |            |                       |    | 6                |                    |                 |  |
|  | 3          | Novorossiysk Admirals | 30         |                       |    | Finale 3º posto  | Finale 3º posto    | Finale 3º posto |  |
|  | 3          | Novorossiysk Admirals | 30         |                       |    |                  |                    |                 |  |
|  |            |                       |            |                       |    |                  |                    |                 |  |
|  |            |                       |            |                       |    | 4                | Armavir Arkhangels | v               |  |
|  |            |                       |            |                       |    | 4                | Armavir Arkhangels | v               |  |
|  |            |                       |            |                       |    | 2                | Sochi Dockers      | p               |  |

### Semifinali
| 12 novembre 2017 | Krasnodar Bisons | 47 – 0 (21-0 6-0 14-0 6-0) referto | Armavir Arkhangels |  |

| 13 novembre 2017 | Sochi Dockers | 6 – 30 (6-18 0-12 0-0 0-0) referto | Novorossiysk Admirals |  |

### Finale 3º - 4º posto
| 27 novembre 2017 | Sochi Dockers | p – v | Armavir Arkhangels |  |

### Finale
| 26 novembre 2017 | Krasnodar Bisons | 21 – 14 (0-0 8-0 6-6 7-8) referto | Novorossiysk Admirals |  |

## Verdetti
- Krasnodar Bisons Vincitori della coppa del Territorio di Krasnodar 2016